# النا و مردانش
النا و مردانش (انگلیسی: Elena and Her Men) یک فیلم در ژانر درام و رمانتیک به کارگردانی ژان رنوآر است که در سال ۱۹۵۶ منتشر شد.

## بازیگران
- اینگرید برگمان
- ژان ماره
- مل فرر
- ژان ریشار
- ژولیت گرکو
- دورا دال
- میرکو الیس
- الینا لابوردت
- گرگوری حمارا
- گستون مودو
- ماگلی نوئل
- فرانسین برژی
- ژان-کلود بریالی
- پل دومانژ
- پل پربوآ
- پیر برتن
- ساندرا میلو
- جیم ژرالد
- پالمیر لواسور